# Gustav Mützel

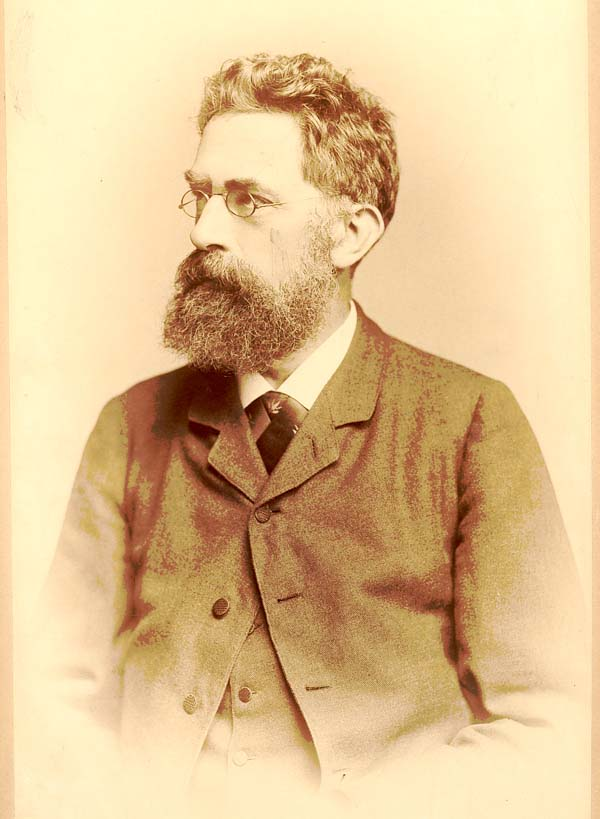
Porträt

Gustav Ludwig Heinrich Mützel  (* 7. Dezember 1839 in Berlin; † 29. Oktober 1893 ebenda) war ein deutscher Tiermaler. Er wurde für seine Tierbilder bekannt, insbesondere für seine Illustrationen in der zweiten Auflage von Brehms Tierleben.

## Leben
Gustav Mützel war der Sohn des Malers Heinrich Mützel und dessen Ehefrau Luise Pauline Friedrichs. Er besuchte das französische Gymnasium seiner Heimatstadt. Im Anschluss daran begann Mützel mit 18 Jahren an der Kunstakademie zu studieren und wurde dort u. a. Schüler des Malers Eduard Daege.
Am 1. November 1865 heiratete Mützel in Berlin Anna Schönherr und hatte mit ihr drei Kinder; Hans, Walter und Gertrud. Mit seiner Ehefrau ließ sich Mützel als Fotograf in Königsberg in der Neumark nieder. Um sein Interesse an den neuesten technischen Errungenschaften seiner Kunstrichtung besser befriedigen zu können, zog Mützel zusammen mit seiner Familie 1870 nach Berlin.
Nach dem Deutsch-Französischen Krieg erreichte Mützel seinen künstlerischen Durchbruch als Illustrator der wichtigsten Konversationslexika seiner Zeit. Daneben schuf er aber auch eine Vielzahl an Zeichnungen und Illustrationen; u. a. für die Deutsche Ornithologische Gesellschaft, deren Mitglied Mützel seit 1874 war. Mützels vielfältige Interessen führten u. a. auch zu Mitgliedschaften bei der Deutschen Gesellschaft für Anthropologie, Ethnologie und Urgeschichte und beim Verein Berliner Künstler. Der Nießen'sche Gesangsverein ehrte Mützel mit einer Ehrenmitgliedschaft.
Im Alter von 54 Jahren starb Gustav Mützel in seiner Wohnung (Berlin SW, Hagelsberger Str. 10) am 29. Oktober 1893 an einem Herz- und Nierenleiden. Seine letzte Ruhestätte fand er am 1. November auf dem Friedhof in Berlin-Mariendorf.

## Werke als Illustrator
- Alfred Brehm: Brehm's Thierleben
- Alfred Brehm: Vom Nordpol zum Äquator
- Brockhaus Konversationslexikon
- Friedrich Lichterfeld: Illustrirte Tierbilder. Schilderungen und Studien nach dem Leben
- Adolf Bernhard Meyer (Hrsg.): Unser Auer-, Rackel- und Birkwild und seine Abarten
- Joseph Meyer: Meyers Konversations-Lexikon
- Heinrich Nehrling: Die Nordamerikanische Vogelwelt
- Theodor D. Pleske: Ornithographia rossica („Die Vogelfauna des russischen Reiches“)
- Nikolai Michailowitsch Przewalski: Wissenschaftliche Resultate der von N. M. Przewalski nach Central-Asien unternommenen Reisen (2 Bde.)
- Friedrich Ratzel: Völkerkunde
- Anton Reichenow: Vogelbilder aus fernen Zonen
- Emil Adolf Roßmäßler: Das Süßwasseraquarium. Eine Anleitung und Pflege desselben
- Richard Schmidt-Cabanis: Zoolyrische Ergüsse. Ein Album zwei-, vier- und mehrfüssiger Dichtungen
- Georg Schweinfurth: Im Herzen von Afrika. Reisen und Entdeckungen im zentralen Äquatorial-Afrika während der Jahre 1868–1871

Bilder
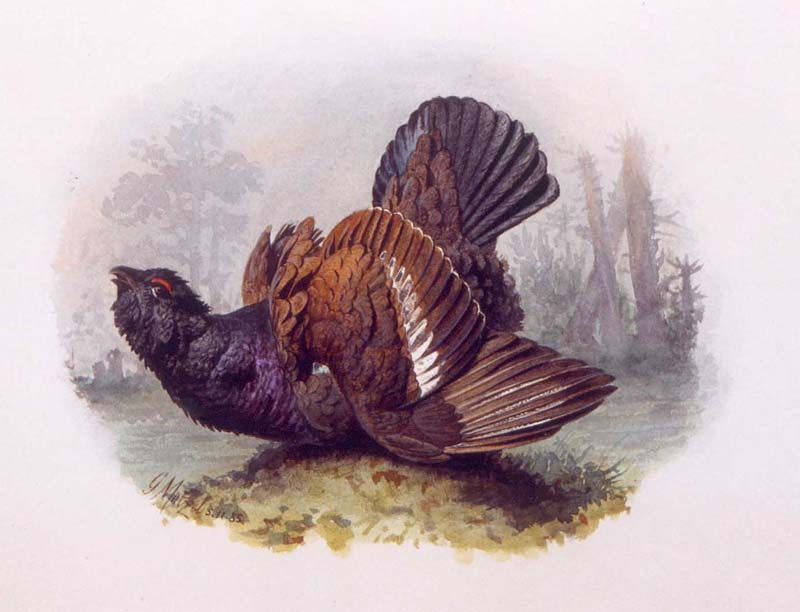
Lithographie von Mützel
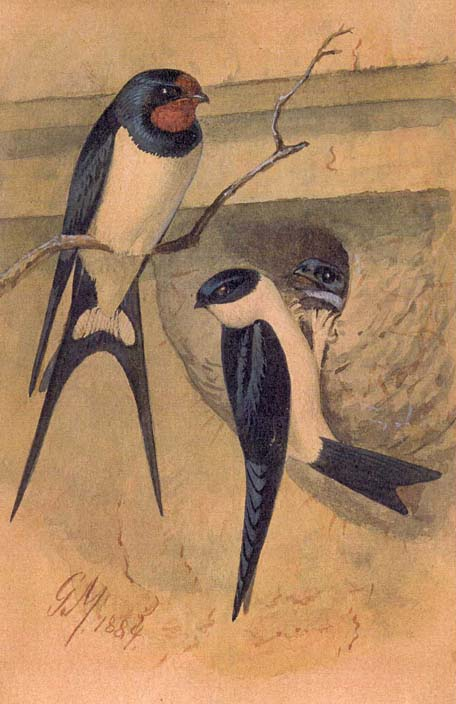
Aquarell von Mützel
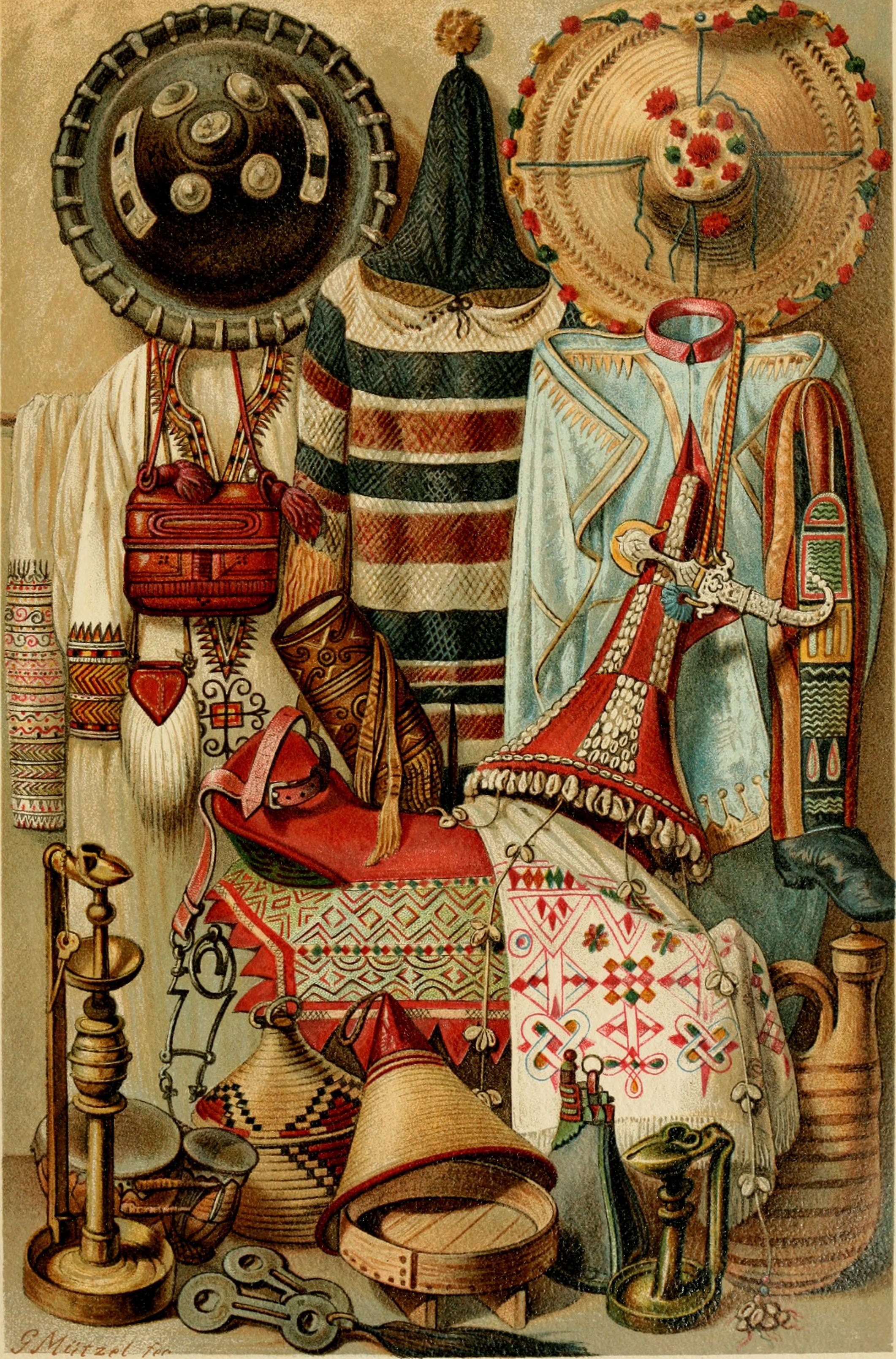
Bild in Völkerkunde (1885) von Friedrich Ratzel